# Кері Ґрант
Ке́рі Ґра́нт (англ. Cary Grant, при народженні — Арчібальд Александер Ліч; 18 січня 1904, Бристоль, Англія — 29 листопада 1986, Давенпорт, Айова, США) — американський актор англійського походження. Нагороджений почесною премією «Оскар» (1970). У рейтинґу найвизначніших зірок американського кіно, складеному Американським інститутом кіномистецтва 1999 року, посів друге місце. Свої найвідоміші ролі зіграв у бурлескних комедіях, особливо довоєнних, і на схилі років, у фільмах Альфреда Гічкока.

## Життєпис
Ґрант народився в місті Бристолі, в Англії. У молодості був акробатом, виступав у театральній трупі. 1920 року вперше відвідав США з гастролями в складі трупи й вирішив залишитися у Штатах. Почав виступати в театрі в Міссурі й на Бродвеї, де грав у мюзиклах і комедіях.
1931 року переїхав до Голлівуду, де підписав контракт із компанією Paramount Pictures, і 1932-го знявся у своєму першому фільмі. Тоді йому порадили змінити ім'я на Кері Ґрант, щоб мати ініціали К. Ґ., як у двох великих зірок Голлівуду тих часів — Кларка Ґейбла й Ґері Купера.

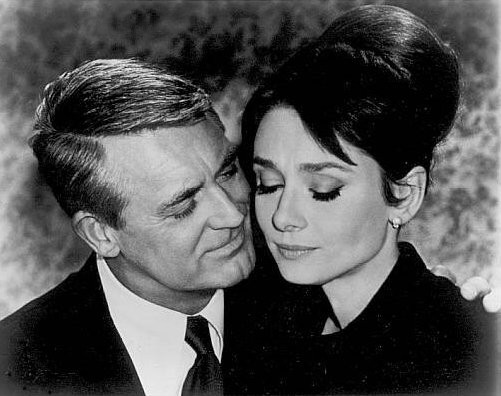
З Одрі Гепберн у фільмі «Шарада»

Однією з його перших успішних робіт була участь у фільмі «Білява Венера», де партнеркою Ґранта була Марлен Дітріх. Популярності актора сприяли фільми «Вона не мала рації» і «Я не ангел», для участі в яких його вибрала акторка Мей Вест. Після низки не дуже вдалих картин, 1936 року підписав контракт із Columbia Pictures і знявся в кількох класичних комедіях — «Його дівчина П'ятниця», «Виховання крихітки», «Миш'як і старі мережива» (Arsenic and Old Lace), «Дуріння» (Monkey Business), у картині «Філадельфійська історія» (із Кетрін Гепберн і Джиммі Стюартом). Він став улюбленим актором Альфреда Гічкока, який зняв його у своїх фільмах «Підозра», «Сумно відомі», «Піймати злодія», «На північ через північний захід». У середині 1950-их Ґрант заснував власну кінокомпанію Grantley Productions, на якій зняв кілька фільмів, включно з «Нескромним» (Indiscreet) з Інгрид Бергман. 1957 року знявся у відомій мелодрамі «Незабутній роман» із Деборою Керр, 1963-го — у комедійному детективі «Шарада» із Одрі Гепберн. Завершив кінокар'єру 1966 року. Загалом у фільмографії актора налічується близько 70 фільмів.
Відомий своїм своєрідним середньоатлантичним акцентом (суміш рис британської й американської вимов) Ґрант уважався зразком незмінної дотепності й холоднокровності, мужності, увічливості й чарівності. За словами Яна Флеммінґа, саме Ґрант був протопипом Джеймса Бонда.
Ґрант двічі номінувався на премію «Оскар» у 1940-х і здобув почесного «Оскара» 1970 року. 1999-го Американський інститут кіномистецтва назвав його найвизначнішим кіноактором після Гамфрі Боґарта.
За політичними поглядами Ґрант був республіканцем і підтримував Рональда Рейґана, хоча вважав, що кінозірка не повинна відкрито висловлюватися про свої політичні вподобання.
Був одружений п'ять разів. Його єдина дитина, донька Дженніфер, народилася 1966 року, коли йому було 62 роки. Помер від крововиливу в мозок. На той момент йому було 82 роки.

## Фільмографія
| Рік  |   | Українська назва                     | Оригінальна назва                    | Роль                                      |
| ---- | - | ------------------------------------ | ------------------------------------ | ----------------------------------------- |
| 1932 | ф | Білява Венера                        | Blonde Venus                         | Нік Таунсенд                              |
| 1932 | ф | Devil and the Deep                   | Devil and the Deep                   |                                           |
| 1932 | ф | Merrily We Go to Hell                | Merrily We Go to Hell                |                                           |
| 1932 | ф | Madame Butterfly                     | Madame Butterfly                     |                                           |
| 1932 | ф | Sinners in the Sun                   | Sinners in the Sun                   |                                           |
| 1932 | ф | Hot Saturday                         | Hot Saturday                         |                                           |
| 1932 | ф | Singapore Sue                        | Singapore Sue                        |                                           |
| 1932 | ф | Це та ніч                            | This Is the Night                    |                                           |
| 1933 | ф | Вона була неправа                    | She Done Him Wrong                   | капітан Каммінгс                          |
| 1933 | ф | Аліса у Дивокраї (фільм, 1933)       | Alice in Wonderland                  |                                           |
| 1933 | ф | I'm No Angel                         | I'm No Angel                         |                                           |
| 1933 | ф | Gambling Ship                        | Gambling Ship                        |                                           |
| 1933 | ф | The Eagle and the Hawk               | The Eagle and the Hawk               |                                           |
| 1933 | ф | The Woman Accused                    | The Woman Accused                    |                                           |
| 1934 | ф | Народжена бути поганою               | Born to Be Bad                       | Малкольм Тревор                           |
| 1934 | ф | Ladies Should Listen                 | Ladies Should Listen                 |                                           |
| 1934 | ф | Принцеса на тридцять днів            | Thirty-Day Princess                  |                                           |
| 1934 | ф | Kiss and Make-Up                     | Kiss and Make-Up                     |                                           |
| 1935 | ф | Sylvia Scarlett                      | Sylvia Scarlett                      |                                           |
| 1935 | ф | Wings in the Dark                    | Wings in the Dark                    |                                           |
| 1935 | ф | Enter Madame                         | Enter Madame                         |                                           |
| 1935 | ф | The Last Outpost                     | The Last Outpost                     |                                           |
| 1936 | ф | Suzy                                 | Suzy                                 |                                           |
| 1936 | ф | Великі карі очі                      | Big Brown Eyes                       |                                           |
| 1936 | ф | Wedding Present                      | Wedding Present                      |                                           |
| 1936 | ф | The Amazing Quest of Ernest Bliss    | The Amazing Quest of Ernest Bliss    |                                           |
| 1937 | ф | Жахлива правда                       | The Awful Truth                      |                                           |
| 1937 | ф | Topper                               | Topper                               |                                           |
| 1937 | ф | Улюбленець Нью-Йорка                 | The Toast of New York                | Нік Бойд                                  |
| 1937 | ф | When You're in Love                  | When You're in Love                  |                                           |
| 1938 | ф | Виховання крихітки                   | Bringing Up Baby                     | доктор Девід Хакслі                       |
| 1938 | ф | Відпустка                            | Holiday                              |                                           |
| 1939 | ф | Ганга Дін                            | Gunga Din                            |                                           |
| 1939 | ф | Тільки в янголів є крила             | Only Angels Have Wings               |                                           |
| 1939 | ф | In Name Only                         | In Name Only                         |                                           |
| 1940 | ф | Його дівчина П'ятниця                | His Girl Friday                      | Волтер Бернс                              |
| 1940 | ф | Моя кохана дружина                   | My Favorite Wife                     | Нік                                       |
| 1940 | ф | Філадельфійська історія              | The Philadelphia Story               |                                           |
| 1940 | ф | The Howards of Virginia              | The Howards of Virginia              |                                           |
| 1941 | ф | Підозра                              | Suspicion                            | Джонні Ейсгарт                            |
| 1941 | ф | Penny Serenade                       | Penny Serenade                       |                                           |
| 1942 | ф | The Talk of the Town                 | The Talk of the Town                 |                                           |
| 1942 | ф | Once Upon a Honeymoon                | Once Upon a Honeymoon                |                                           |
| 1943 | ф | Destination Tokyo                    | Destination Tokyo                    |                                           |
| 1943 | ф | Mr. Lucky                            | Mr. Lucky                            |                                           |
| 1944 | ф | None but the Lonely Heart            | None but the Lonely Heart            |                                           |
| 1944 | ф | Once Upon a Time                     | Once Upon a Time                     |                                           |
| 1944 | ф | Road to Victory                      | Road to Victory                      |                                           |
| 1944 | ф | Arsenic and Old Lace                 | Arsenic and Old Lace                 |                                           |
| 1946 | ф | Лиха слава                           | Notorious                            | Девлін                                    |
| 1946 | ф | Night and Day                        | Night and Day                        |                                           |
| 1946 | ф | Without Reservations                 | Without Reservations                 |                                           |
| 1947 | ф | Дружина єпископа                     | The Bishop's Wife                    | Дадлі                                     |
| 1947 | ф | The Bachelor and the Bobby-Soxer     | The Bachelor and the Bobby-Soxer     |                                           |
| 1948 | ф | Mr. Blandings Builds His Dream House | Mr. Blandings Builds His Dream House |                                           |
| 1948 | ф | Every Girl Should Be Married         | Every Girl Should Be Married         |                                           |
| 1950 | ф | Я був військовою нареченою           | I Was a Male War Bride               |                                           |
| 1950 | ф | Crisis                               | Crisis                               |                                           |
| 1951 | ф | Що скажуть люди                      | People Will Talk                     |                                           |
| 1952 | ф | Безглузда робота                     | Monkey Business                      |                                           |
| 1952 | ф | Room for One More                    | Room for One More                    |                                           |
| 1953 | ф | Dream Wife                           | Dream Wife                           |                                           |
| 1955 | ф | Спіймати злодія                      | To Catch a Thief                     | Джон Робі                                 |
| 1957 | ф | Гордість і пристрасть                | The Pride and the Passion            | капітан Ентоні Трамбал                    |
| 1957 | ф | Незабутній роман                     | An Affair to Remember                | Нікі Ферранте                             |
| 1957 | ф | Kiss Them for Me                     | Kiss Them for Me                     |                                           |
| 1958 | ф | Роздратований                        | Indiscreet                           | Філіп Адамс                               |
| 1958 | ф | Houseboat                            | Houseboat                            |                                           |
| 1959 | ф | На північ через північний захід      | North by Northwest                   | Роджер Торнгілл                           |
| 1959 | ф | Операція Спідня спідниця             | Operation Petticoat                  | лейтенант-командир (згодом контр-адмірал) |
| 1960 | ф | The Grass Is Greener                 | The Grass Is Greener                 |                                           |
| 1962 | ф | That Touch of Mink                   | That Touch of Mink                   |                                           |
| 1963 | ф | Шарада                               | Charade                              | Пітер Джошуа                              |
| 1964 | ф | Father Goose                         | Father Goose                         |                                           |
| 1966 | ф | Walk, Don't Run                      | Walk, Don't Run                      |                                           |
| 1971 | ф | Canciones para después de una guerra | Canciones para después de una guerra |                                           |
| 1974 | ф | That's Entertainment!                | That's Entertainment!                |                                           |
| 1982 | ф | Мертві спідниць не носять            | Dead Men Don't Wear Plaid            |                                           |
| 1984 | ф | Terror in the Aisles                 | Terror in the Aisles                 |                                           |